# René Quitral
René Quitral Encina (Santiago de Chile, 15 de septiembre de 1924 – Valparaíso, Chile, 27 de noviembre de 1982) fue un futbolista y entrenador chileno. Jugaba de portero y militó en diversos equipos de Chile. Fue internacional defendiendo la Selección de fútbol de Chile los años 1945 y 1957. 

## Trayectoria
Debutó profesionalmente el año 1942 en Badminton, equipo en el cual estuvo hasta el año 1948, con excepción de 1945 que jugó en el club Santiago National.
Su tercer club fue Santiago Wanderers de Valparaíso, defendiendo el pórtico entre los años 1949 y 1954.
Sus últimos años en activo los cumplió en San Luis de Quillota, entre 1955 y 1959, obteniendo dos títulos de campeón de la Primera División b.

## Selección nacional
Debutó en la Selección de fútbol de Chile en 1950. Ese año jugó cuatro partidos amistosos, defendiendo el pórtico nacional, alternando con Sergio Livingstone y Hernán Fernández. Formó parte de la Selección Chilena de Fútbol que participó en la Copa Mundial de Fútbol de 1950 que se disputó en Brasil, aunque no jugó un solo minuto en ese torneo, ya que fue suplente de Sergio Livingstone, que fue el capitán del equipo chileno, que participó en ese mundial.
Un segundo ciclo lo cumplió el año 1957 como arquero titular del equipo que participó en los encuentros correspondiente al proceso clasificatorio para el campeonato mundial de Suecia 1958.

## Clubes

### Como jugador
| Club                 | País  | Año         |
| -------------------- | ----- | ----------- |
| Badminton            | Chile | 1942 – 1944 |
| Santiago National    | Chile | 1945        |
| Badminton            | Chile | 1946 - 1948 |
| Santiago Wanderers   | Chile | 1949 - 1954 |
| San Luis de Quillota | Chile | 1955 - 1959 |

### Como entrenador
| Club                 | País  | Año             |
| -------------------- | ----- | --------------- |
| San Luis de Quillota | Chile | 1960            |
| San Luis de Quillota | Chile | 1961            |
| San Luis de Quillota | Chile | 1964 (interino) |

## Palmarés

### Campeonatos nacionales
| Título             | Club     | País  | Año  |
| ------------------ | -------- | ----- | ---- |
| Primera División B | San Luis | Chile | 1955 |
| Primera División B | San Luis | Chile | 1958 |